# Гунчен-Яоський автономний повіт
24°50′00″ пн. ш. 110°49′00″ сх. д. / 24.833333333333° пн. ш. 110.81666666667° сх. д.
Гунчен-Яоський автономний повіт (кит. 恭城瑶族自治县, пін. Gōngchéng Yáozú Zìzhìxiàn) — один із повітів КНР у складі префектури Гуйлінь, Гуансі-Чжуанський автономний район. Адміністративний центр — містечко Гунчен.

## Географія
Гунчен-Яоський автономний повіт лежить на висоті близько 140 метрів над рівнем моря.

### Клімат
Повіт знаходиться у зоні, котра характеризується вологим субтропічним кліматом. Найтепліший місяць — липень із середньою температурою 28,6 °C. Найхолодніший місяць — січень, із середньою температурою 9,4 °С.
| Клімат повіту Гунчен-Яо | Клімат повіту Гунчен-Яо | Клімат повіту Гунчен-Яо | Клімат повіту Гунчен-Яо | Клімат повіту Гунчен-Яо | Клімат повіту Гунчен-Яо | Клімат повіту Гунчен-Яо | Клімат повіту Гунчен-Яо | Клімат повіту Гунчен-Яо | Клімат повіту Гунчен-Яо | Клімат повіту Гунчен-Яо | Клімат повіту Гунчен-Яо | Клімат повіту Гунчен-Яо | Клімат повіту Гунчен-Яо |
| Показник                | Січ.                    | Лют.                    | Бер.                    | Квіт.                   | Трав.                   | Черв.                   | Лип.                    | Серп.                   | Вер.                    | Жовт.                   | Лист.                   | Груд.                   | Рік                     |
| Середній максимум, °C   | 13,4                    | 14,9                    | 18,3                    | 24,2                    | 28,5                    | 31,3                    | 33,5                    | 33,8                    | 31,6                    | 27,4                    | 22                      | 16,8                    | 24,6                    |
| Середня температура, °C | 9,4                     | 11,2                    | 14,4                    | 20                      | 24                      | 26,9                    | 28,6                    | 28,5                    | 26,4                    | 22,2                    | 16,7                    | 11,6                    | 20                      |
| Середній мінімум, °C    | 6,7                     | 8,6                     | 11,7                    | 16,9                    | 20,7                    | 23,7                    | 25                      | 24,8                    | 22,7                    | 18,4                    | 12,9                    | 8,1                     | 16,7                    |
| Норма опадів, мм        | 64.3                    | 82.2                    | 117.8                   | 187.8                   | 251.3                   | 276.4                   | 161.1                   | 140.1                   | 56.6                    | 50.6                    | 52.5                    | 43.1                    | 1483.8                  |
| Вологість повітря, %    | 74                      | 77                      | 80                      | 81                      | 80                      | 81                      | 78                      | 76                      | 71                      | 67                      | 68                      | 67                      | 75                      |
| ----------------------- | ----------------------- | ----------------------- | ----------------------- | ----------------------- | ----------------------- | ----------------------- | ----------------------- | ----------------------- | ----------------------- | ----------------------- | ----------------------- | ----------------------- | ----------------------- |
| Джерело: data.cma.cn    |                         |                         |                         |                         |                         |                         |                         |                         |                         |                         |                         |                         |                         |